# Гленвуд (Небраска)
Гленвуд (енгл. Glenwood) насељено је место без административног статуса у америчкој савезној држави Небраска.

## Демографија
По попису из 2010. године број становника је 466.
| Група             | 2000.    | 2010.       |
| Белци             | 0 (0,0%) | 451 (96,8%) |
| Афроамериканци    | 0 (0,0%) | 4 (0,9%)    |
| Азијати           | 0 (0,0%) | 3 (0,6%)    |
| Хиспаноамериканци | 0 (0,0%) | 4 (0,9%)    |
| Укупно            | 0        | 466         |